# Вереві (озеро)
Вереві, або Елва (ест. Verevi järv, Elva järv) — озеро в естонському місті Елва. Площа озера — 12,6 га, глибина — до 11 м. З озера витікає річка Кавілда.
В озері водяться плотва, окунь, краснопірка, щука, лящ, лин, карась.
На міській стороні знаходиться пляж.